# 布爾嶺
64°41′S 63°28′W / 64.683°S 63.467°W
布爾嶺（英語：Bull Ridge）是南極洲的山嶺，位於葛拉漢地中帕默群島的昂韋爾島東南部，處於法蘭西山以南，由英國研究隊測量，現時由南極條約體系管理。